# Cloniophorus elongatus
Cloniophorus elongatus là một loài bọ cánh cứng trong họ Cerambycidae.